# Precis limnoria
Precis limnoria är en fjärilsart som beskrevs av Johann Christoph Friedrich Klug 1845. Precis limnoria ingår i släktet Precis och familjen praktfjärilar. Inga underarter finns listade i Catalogue of Life.